# Ringvejen (Hadsund)
 For alternative betydninger, se Ringvejen. (Se også artikler, som begynder med Ringvejen)
Ringvejen er en tosporet ringvej der går igennem det nordlige Hadsund. Vejen er etableret i 1970'erne, i forbindelse med etableringen af et industriområde.
Vejen er med til at lede den tunge trafik som skal videre til industrien, samt boligområdet Holterne, uden om de gamle gader Hadsund Centrum, så byen ikke bliver belastet af for meget gennemkørende trafik i midtbyen.
Vejen forbinder Sekundærrute 507 og Sekundærrute 519 i vest med Gammel Visborgvej i øst og har forbindelse til Ålborgvej, som er en vigtig vej gennem byens industriområde. 